# HMS Erin
HMS Erin là một thiết giáp hạm dreadnought của Hải quân Hoàng gia Anh Quốc; nguyên được hãng đóng tàu Anh Vickers chế tạo theo đơn đặt hàng của chính phủ Ottoman (nay là Thổ Nhĩ Kỳ), và sẽ đưa vào phục vụ cùng Hải quân Ottoman dưới tên gọi Reshadieh. Đế quốc Ottoman dự định sở hữu một thiết giáp hạm ít nhất phải tương đương với mọi con tàu khác đang có hoặc đang được đóng. Thiết kế của nó về căn bản dựa trên kiểu King George V, nhưng có một số đặc tính của chiếc Iron Duke thuộc lớp tiếp theo. Khi Chiến tranh Thế giới thứ nhất nổ ra vào năm 1914, con tàu đã gần hoàn tất; và theo lệnh của Winston Churchill, Bộ trưởng Hải quân Anh vào lúc đó, con tàu bị Hải quân Hoàng gia Anh trưng dụng.
Erin hoạt động cùng Hạm đội Grand trong suốt cuộc chiến, chỉ tham gia tác chiến duy nhất một lần trong trận Jutland vào năm 1916. Sau chiến tranh, nó được đưa về lực lượng dự bị vào năm 1919; rồi do những giới hạn chạy đua vũ trang của Hiệp ước Hải quân Washington, Erin bị bán để tháo dỡ vào ngày 19 tháng 12 năm 1922.

## Thiết kế và chế tạo

### Bối cảnh
Erin thoạt tiên được Đế quốc Ottoman đặt hàng dưới tên gọi Reshad, nhưng được đổi tên thành Reshadieh trong khi đang được chế tạo. Nó được đặt lườn tại xưởng tàu Vickers vào ngày 6 tháng 12 năm 1911, hạ thủy vào ngày 3 tháng 9 năm 1913 và hoàn tất vào tháng 8 năm 1914. Chiếc thiết giáp hạm mới bị trưng dụng vào hoạt động cùng Hải quân Hoàng gia Anh vào ngày 22 tháng 8 năm 1914 và được đổi tên thành Erin. Người ta cho rằng việc Anh chiếm hữu hai thiết giáp hạm Reshadieh và Sultan Osman (đổi tên thành Agincourt) là động lực thúc đẩy Đế quốc Ottoman tham chiến theo phe Liên minh Trung tâm; nhưng điều này bị tranh cãi khi Ottoman và Đế quốc Đức đã thỏa thuận ngầm việc liên minh vào ngày 2 tháng 8. Một nỗ lực từ phía Anh nhằm đền bồi cho Ottoman những thiệt hại do bị mất hai thiết giáp hạm đã bị Ottoman bỏ qua.

### Các đặc tính chung
Thiết kế của nó gần giống như của kiểu King George V, nhưng có một số cải tiến. Thiết giáp hạm Anh vào lúc đó phải nằm trong giới hạn tuyệt đối về mạn thuyền và tầm nước do Bộ Hải quân Anh quy định để tương thích với những ụ nổi đang sẵn có. Erin được đóng với mạn thuyền rộng hơn và chiều dài ngắn hơn so với King George V khiến nó ổn định hơn, cho phép trang bị một dàn pháo hạng hai mạnh hơn và bố trí tháp pháo "Q" cao hơn một sàn tàu. Nó chỉ có một cột ăn-ten ba chân trước, nơi bố trí hệ thống điều khiển hỏa lực, và được đặt trước ống khói trước; chân cột ăn-ten choãi ra trước thay vì ra phía sau theo cách thông thường, cho phép các xuồng trên tàu hoạt động từ các sào căng ra từ cột này thay vì cột buồm chính. Do cách bố trí cột ăn-ten đặc biệt, phòng hải đồ không thể bố trí như một phần của tháp chỉ huy, nhưng như một cấu trúc độc lập đặt chung quanh bệ cột ăn-ten.
Nó được chế tạo với mũi tàu dạng lưỡi cày, một thiết kế cắt ngọt qua nước vốn sẽ giúp nước ít tràn lên sàn trước khi biển động. Hai ống khói được đặt sát với nhau hơn so với các chiếc dreadnought Anh trước đó, và dáng vẽ của dàn pháo hạng hai rất đặc trưng kéo dài từ tháp pháo "B" đến tháp pháo "X".

### Vũ khí
Dàn pháo chính Erin bao gồm mười khẩu pháo 13,5 in (340 mm)/45 caliber Mark VI bố trí trên năm tháp pháo nòng đôi, tất cả được bố trí dọc theo trục giữa con tàu. Tháp pháo "A" được đặt trên sàn trước với góc bắn không bị che khuất bởi mũi tàu khoảng 300°; tháp pháo "B" được đặt một sàn cao hơn, bắn thượng tầng bên trên tháp pháo "A" với góc bắn tương đương. Tháp pháo "Q" đặt giữa ống khói sau và cấu trúc thượng tầng phía sau, ngang mức sàn tàu trước vốn cao hơn một tầng so với tháp pháo tương trên những chiếc lớp King George V và Iron Duke. Góc bắn của tháp pháo này là 300° về phía đuôi khi nâng tối đa; nhưng ở góc nâng thấp hơn, cấu trúc thượng tầng phía sau làm giới hạn góc bắn còn 120° cho cả hai bên mạn. Tháp pháo "Y" được đặt trên sàn sau, thấp hơn một tầng so với sàn tàu trước và góc bắn không bị che khuất bởi đuôi tàu là 300°. Tháp pháo "X" được đặt ngay trước tháp pháo "Y" và bắn thượng tầng bên trên nó với góc bắn tương đương. Mỗi khẩu pháo mang theo 80 quả đạn pháo.
Dàn pháo hạng hai của nó mạnh mẽ hơn so với những thiết giáp hạm Anh đương thời hoặc trước đó, bao gồm mười sáu khẩu pháo 6 in (150 mm)/50 calibre Mark XVI, sắp xếp tám khẩu mỗi bên mạn trên sàn tàu chính kéo dài từ tháp pháo "B" đến tháp pháo "X", tất cả đều   cao 20 ft (6,1 m) bên trên mực nước ở mớn nước thông thường. Ba khẩu trước mũi có góc bắn từ thẳng ra trước cho đến 40° ra phía sau; hai khẩu giữa tàu có góc bắn từ 65° phía trước đến 65° phía sau; và góc bắn ba khẩu phía sau từ 40° ra trước cho đến thẳng ra phía sau. Ba khẩu trước mũi có xu hướng bị ướt nước khi biển động. Số đạn mang theo mỗi khẩu pháo là 150 quả đạn pháo.
Ngoài ra, con tàu còn mang ba khẩu pháo 3 in (76 mm) (12-pounder) bố trí cao trên cấu trúc thượng tầng; bốn ống phóng ngư lôi 21 in (530 mm) gồm hai ống mỗi bên mạn và mang theo tổng cộng 10 quả ngư lôi. Đến năm 1917, hai khẩu 3 in (76 mm) phòng không được bổ sung trên cấu trúc thượng tầng phía sau, và đến năm 1918 các bệ cất cánh dành cho máy bay được trang bị thêm trên các tháp pháo "B" và "Q".

### Vỏ giáp
Đai giáp chính ở mực nước dày 12 in (300 mm), kéo dài từ điểm ngang với trục tháp pháo "A" đến tháp pháo "Y". Nó mở rộng xuống độ sâu 3 ft 8 in (1,12 m) bên dưới mực nước ở mớn nước thông thường. Bên trên đai giáp chính là một đai giáp hẹp dày 9 in (230 mm), và bên trên là một đai giáp khác dày 8 in (200 mm) mở rộng cho đến sàn tàu trên. Cả hai lớp ván này kéo dài suốt chiều dài đai giáp chính. Phần đai giáp chính phía trước tháp pháo "A" tiếp tục với độ dày 6 in (150 mm) và chiếm khoảng một phần ba chiều dài đến mũi tàu, tiếp nối thêm bởi lớp giáp dày 4 in (100 mm) thêm khoảng 1/3 chiều dài nữa; phần còn lại của mũi tàu không được bọc thép. Phía sau đai giáp chính, một phần mở rộng dày 4 in (100 mm) kéo dài 1/2 chiều dài đến đuôi tàu, bên ngoài khoảng này không có vỏ giáp hông. Dàn pháo hạng hai được bảo vệ bởi lớp thép dày 5 in (130 mm); một vách ngăn chống ngư lôi với độ dày 1–2 in (25–51 mm) chạy suốt chiều dài của thành trì bọc thép và mở rộng từ sàn dưới cho đến đáy tàu.
Bốn lớp sàu tàu được bọc thép. Các sàn trước, sàn trên và sàn chính có lớp giáp dày 1,5 in (38 mm) trong khi sàn giữa có độ dày 1 in (25 mm) nhưng tăng lên 3 in (76 mm) bên trên phòng máy và hầm đạn. Vách ngăn phía trước chạy dài từ cuối đai giáp chính ngang qua con tàu đến ngang mặt trước tháp pháo "A"; nó dày 8 in (200 mm) bên trên sàn chính và 5 in (130 mm) xuống đến mép dưới của sàn dưới. Vách ngăn phía sau cũng tương tự, dày 8 in (200 mm) từ cuối đai giáp chính cho đến bệ tháp pháo "Y" bên trên sàn chính, và mở rộng 5 in (130 mm) xuống đến mép dưới của sàn dưới.
Mặt trước của tháp pháo có lớp giáp dày 11 in (280 mm), trong khi nóc tháp pháo dày 4 in (100 mm) và các mặt hông dày 3 in (76 mm). Lớp bọc thép của bệ tháp pháo dày 10 in (250 mm) ở chỗ dày nhất, giảm còn 9 in (230 mm), 5 in (130 mm) và 3 in (76 mm) tùy theo sự bảo vệ có được bởi các cấu trúc được bọc giáp liền kề (sàn tàu, giáp hông hay tháp pháo lân cận). Tháp chỉ huy có các mặt phơi bày ra ngoài được bọc giáp cho đến 12 in (300 mm), và 4 in (100 mm) ở nơi được che chắn bởi cấu trúc cột ăn-ten trước. Toàn bộ vỏ giáp của con tàu nặng 4.207 t (4.141 tấn Anh).

### Hệ thống động lực
Bốn trục chân vịt được dẫn động trực tiếp từ bốn turbine hơi nước Parsons. Hơi nước cung cấp cho turbine được sản sinh từ 15 nồi hơi Babcock and Wilcox với áp lực hoạt động bình thường 235 psi (1.620 kPa). Công suất được thiết kế của con tàu là 26.500 shp (19.800 kW), được mong đợi để có được một tốc độ tối đa 21 hải lý trên giờ (39 km/h). Con tàu có thể mang theo cho đến 2.120 tấn Anh (2.150 t) than và 710 tấn Anh (720 t) dầu đốt, cho phép có tầm hoạt động lên đến 3.400 hải lý (6.300 km) ở tốc độ đường trường 10 kn (19 km/h) nếu chỉ thuần túy đốt than, và lên đến 5.300 hải lý (9.800 km) cũng ở tốc độ đường trường 10 knot nếu sử dụng hỗn hợp cả dầu lẫn than. Bán kính hoạt động như vậy thấp hơn đáng kể so với các thiết giáp hạm Anh đương thời, nhưng phù hợp cho những hoạt động tại Bắc Hải, nơi dự kiến sẽ đụng độ với Hạm đội Biển khơi Đức.

## Lịch sử hoạt động

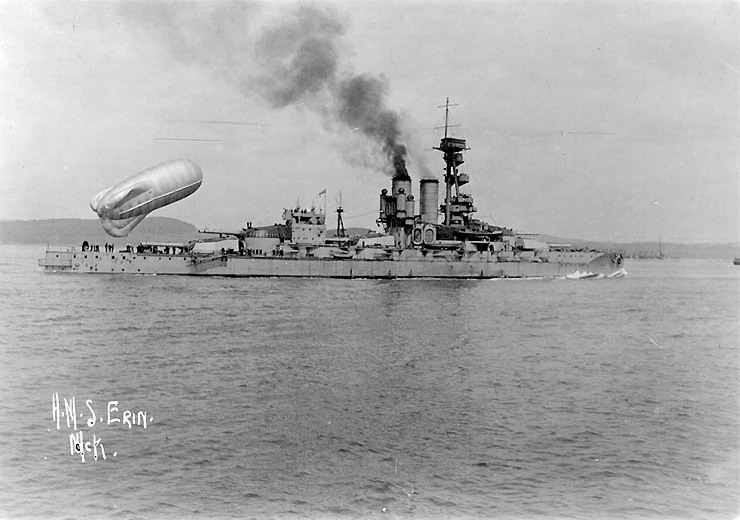

Erin gia nhập Hạm đội Grand vào ngày 5 tháng 9 năm 1914 tại căn cứ chủ yếu của hạm đội ở Scapa Flow thuộc Orkney. Nó được bố trí về Hải đội Chiến trận 4 một thời gian ngắn trước khi được chuyển sang Hải đội Chiến trận 2 vào tháng 10 năm 1914. Vào ngày 31 tháng 5 năm 1916, Erin đã có mặt trong trận Jutland, khi Hải đội Chiến trận 2 dẫn đầu hàng chiến trận chính của Anh, và Đội 1 của nó bao gồm King George V (soái hạm của Phó đô đốc Martyn Jerram), Ajax, Centurion và Erin vốn là chiếc thứ tư trong hàng chiến trận.
Nó tiếp tục ở lại cùng Hạm đội Grand trong suốt thời gian còn lại của chiến tranh, nhưng không đụng độ với đối phương lần nào khác. Đến tháng 10 năm 1919 nó được đưa về lực lượng dự bị tại Nore, và từ tháng 12 năm 1919 nó được sử dụng như một tàu thực hành tháp pháo tại xưởng tàu Chatham. Trong tháng 7 và tháng 8 năm 1920, Erin trải qua một đợt tái trang bị tại xưởng tàu Devonport. Nó được dự định giữ lại để phục vụ như một tàu huấn luyện vào năm 1921 theo những điều khoản của Hiệp ước Hải quân Washington, nhưng một thay đổi trong kế hoạch đã khiến vai trò này được giao cho chiếc Thunderer. Đến tháng 5 năm 1922 nó được đưa vào danh sách loại bỏ; và vào ngày 19 tháng 12 năm 1922, chiếc thiết giáp hạm bị bán cho hãng tháo dỡ tàu Cox and Danks, và nó bị tháo dỡ tại Queenborough vào năm 1923.